# Ryō Katō
Ryō Katō (加藤 諒 Katō Ryō?,  Shizuoka, Japón, 13 de febrero de 1990) es un actor, tarento y comediante japonés, afiliado a Cube.

## Biografía
Katō nació el 13 de febrero de 1990 en la ciudad de Shizuoka, Japón, como el menor de tres hermanos. Debutó a la edad de diez años en el programa de variedades Appare Sanma Dai Sensei. Asistió y se graduó de la Universidad de Arte de Tama, en la facultad de arte y comunicaciones.
Ha aparecido en películas como Detroit Metal City y roles secundarios en dramas como Gakkō no Kaidan, Omoni Naitemasu y Kaitō Yamaneko, entre otros.

## Filmografía

### Televisión
| Año  | Título                                  | Papel                        | Cadena         | Notas         |
| ---- | --------------------------------------- | ---------------------------- | -------------- | ------------- |
| 2001 | Gakko no Sensei                         | Hibika Hinata                | TBS            |               |
| 2003 | Kokoro                                  | Manjiro Yamamoto             | NHK-G          |               |
| 2008 | Puzzle                                  |                              | TV Asahi       | Episodio 4    |
| 2009 | Ghost Town no Hana                      |                              | TV Asahi       |               |
| 2009 | Meitantei no Okite                      |                              | TV Asahi       | Episodio 1    |
| 2009 | Ike Men Shin Soba-ya Tantei: Ī 'nda ze! | Ryo                          | NTV            | Episodio 9    |
| 2012 | Omoni Naitemasu                         | Senoya Kemomo                | Fuji TV        |               |
| 2013 | Kogure Utsushi Makoto-kan               | Hiroshi Tanaka               | NHK BS Premium |               |
| 2013 | Osu!! Fundoshi Bu!                      | Third son of Hatori brothers | TVK            |               |
| 2014 | A Perfect Day for Love Letters          |                              | NTV            | Episodios 4-8 |
| 2014 | Keishichō Sōsaikka 9 Kakari season 9    | Tamotsu Usami                | TV Asahi       | Episodio 9    |
| 2014 | Subete ga F ni Naru                     | Jun Musashigawa              | Fuji TV        |               |
| 2014 | Tamagawa Kuyakusho Of The Dead          | Superhuman strength zombie   | TV Tokyo       | Episodio 10   |
| 2015 | Gakkō no Kaidan                         | Chihiro Kora                 | NTV            |               |
| 2016 | Kaitō Yamaneko                          | Tatsuro Kadomatsu            | NTV            | Episodio 3    |
| 2016 | Toto Neechan                            | Masao Tamaki                 | NHK-G          |               |
| 2016 | Yutoridesuga nanika                     | Maruyama                     | NTV            |               |
| 2016 | Sanada Maru                             | Ishiai Jūzō                  | NHK            |               |
| 2019 | Sarazanmai                              | Zombis                       |                |               |

### Películas
| Año  | Título                                                                         | Papel                     | Ref.      |
| ---- | ------------------------------------------------------------------------------ | ------------------------- | --------- |
| 2000 | Kinpatsu no Sōgen                                                              | Ryo                       |           |
| 2005 | Your and My Secret                                                             | Megane-kun                |           |
| 2005 | Hinokio                                                                        | Kentai Hirai              |           |
| 2006 | Yoru no Picnic                                                                 |                           |           |
| 2008 | Detroit Metal City                                                             | Toshihiko Negishi         |           |
| 2008 | Furefure Shōjo                                                                 | Kunishige                 |           |
| 2010 | Soft Boy                                                                       | Ouchi                     |           |
| 2011 | Ishi no Furu Oka                                                               | Sakunosuke Tazawa         |           |
| 2013 | Gachiban Supremacy 1                                                           |                           |           |
| 2013 | Gachiban Supremacy 2                                                           |                           |           |
| 2014 | Jinrō Game: Beast Side                                                         | Masanori Osone            |           |
| 2015 | Pirameki Koyaku Koi monogatari: Koyaku ni Akogareru subete no Oyako no tame ni | AD Makita                 |           |
| 2016 | Kin Medal Otoko                                                                | Seiji Miura               | [ 4 ]     |
| 2017 | Hibana: Spark                                                                  |                           |           |
| 2018 | Gangoose                                                                       | Kazuki                    | Principal |
| 2018 | Patalliro!                                                                     | Patalliro du Malyner VIII | Principal |
| 2019 | Tonde Saitama                                                                  | Nobuo Shimokawa           |           |

### Teatro
| Año  | Título                     | Papel                        | Notas     | Ref.  |
| ---- | -------------------------- | ---------------------------- | --------- | ----- |
|      | Witch the Musical          |                              |           |       |
| 2010 | Noda map The Character     | Angel                        |           |       |
| 2010 | Osu!! Fundoshi Bu!         | Third son of Hatori brothers |           |       |
| 2011 | Crazy Honey                |                              |           |       |
| 2015 | Live Spectacle Naruto 2015 | Choji Akimichi               |           | [ 5 ] |
| 2015 | Lychee Light Club          | Jacob                        |           |       |
| 2016 | Patalliro!                 | Patarillo de Marinère VIII   | Principal |       |

### Anime
| Año  | Título            | Papel                                                                            | Cadena   | Notas                |
| ---- | ----------------- | -------------------------------------------------------------------------------- | -------- | -------------------- |
| 2017 | aiseki Mogol Girl | Fuyumi                                                                           | Tokyo MX | Animación en volumen |
| 2019 | Sarazanmai        | Shumaru Hakoda (ep 1), Moukichi Nekoyama (ep 2), Kiess Mottokulee (ep 3), Zombis | Fuji TV  |                      |

### Shows de variedades
| Año  | Título                  | Cadena   | Notas         |
| ---- | ----------------------- | -------- | ------------- |
| 2000 | Appare Sanma Dai Sensei | Fuji TV  | Regular       |
| 2014 | Wao                     | Fuji TV  | Regular       |
| 2016 | Cream Quiz: Miracle 9   | TV Asahi | Quasi-regular |
| 2016 | De kita                 | NHK-E    | Regular       |

### Anuncios
| Año                              | Título                                                    |
| -------------------------------- | --------------------------------------------------------- |
|                                  | Gakken                                                    |
| Shizuoka Toyopet Ipsum           |                                                           |
| Hudson Soft Bomberman Tournament |                                                           |
| 2011                             | Z-Kai Kiai                                                |
| 2013                             | Konami Metal Gear Rising: Revengeance Jukensei            |
| 2014                             | Rakuten Card Kantan Mōshikomi                             |
| 2016                             | Bandai Namco Entertainment Drift Spirits Meisha Collector |
| 2016                             | Line Byte Line Byte: Kiteruzo! 1000 Man Kaiin             |

### Videos musicales
| Año  | Título                                   | Notas                                    |
| ---- | ---------------------------------------- | ---------------------------------------- |
| 2015 | Nogizaka46 Ima, Hanashitai Dareka ga iru | "Go, Go! Isaki-chan Dai 1-wa"; como Katu |
| 2015 | Ikimono-gakari Love to Peace!            |                                          |